# Luke (Maryland)
La ville américaine de Luke est située dans le comté d'Allegany, dans l’État du Maryland. Lors du recensement de 2010, sa population s’élevait à 65 habitants.

## Source
- (en) Cet article est partiellement ou en totalité issu de l’article de Wikipédia en anglais intitulé « Luke, Maryland » (voir la liste des auteurs).